# Jnanamudra
Jnanamudra è una mudrā della dottrina induista, nella tradizione yoga e buddhista realizzata con le mani e le dita. Deriva dal sanscrito "jnana" che significa "conoscenza" e "mudra" che significa "simbolo", infatti la posizione rappresenta il gesto della conoscenza.

## Simbologia del mudra
La mudra, con il cerchio realizzato tra pollici ed indici, rappresenta l'unione dell'uomo con la natura, o meglio l'unione dello spirito dell'uomo ovvero il sé individuale (rappresentato dal dito indice) con lo spirito universale (rappresentato dal dito pollice), il tutto, la divinità. Questo è difatti lo scopo principale dello yoga.
Talvolta l'indice viene fatto scorrere adiacente al pollice, simbolizzando che lo spirito individuale scompare e si fonde nello spirito universale.

## Posizione
La mudra si realizza con entrambe le mani. Rivolgere i palmi delle mani verso il basso. Unire le punte del pollice e dell'indice come a formare un cerchio, mentre le altre tre dita sono unite ed allungate verso l'esterno della mano, con il medio adiacente alla parte non reclinata dell'indice.
Talvolta la mudra si può realizzare facendo scorrere l'indice lungo il pollice sino alla sua base, sovrapponendo la prima falange dell'indice al pollice.

## Variazioni
La stessa posizione con il palmo rivolto in alto viene chiamata Chinmudrā o gesto della coscienza.